# L'Histoire sans fin (série télévisée)
 (février 2023).
Si vous disposez d'ouvrages ou d'articles de référence ou si vous connaissez des sites web de qualité traitant du thème abordé ici, merci de compléter l'article en donnant les références utiles à sa vérifiabilité et en les liant à la section « Notes et références ».
Pour la série d'animation, voir L'Histoire sans fin (série télévisée d'animation). Pour les autres sens, voir L'Histoire sans fin.
L'Histoire sans fin (série d'animation) -
L'Histoire sans fin ou Les Contes de l'Histoire sans fin (Tales From the NeverEnding Story) est une série télévisée germano-canadienne réalisée par Giles Walker et Adam Weissman et diffusée en 2002. Elle est tirée en partie du roman éponyme de Michael Ende de 1979. Produite et distribuée par Muse Entertainment (à Montréal, Québec, Canada entre décembre 2000 et août 2002),  diffusée en 4 parties de 2 heures (voir liste épisodes) à la télévision aux États-Unis par HBO en 2002 et en une série de 13 épisodes au Royaume-Uni 
Les deux premières parties sont sorties en DVD en 2002; suivies de la série complète en 2004.

## Synopsis
Bastien, un jeune garçon de 10 ans, se cache dans une librairie et entame la lecture d’un livre intitulé L’Histoire sans fin. Au fil de sa lecture, il finit par plonger littéralement dans l’univers du livre, le Pays Fantastique, où il vit différentes aventures

## Fiche technique
- Titre anglais : Tales From the NeverEnding Story
- Titre français : L'Histoire sans fin
- Réalisation : Giles Walker et Adam Weissman
- Scénario : Karin Howard
- Pays :  Allemagne,  Canada
- Genre : Fantasy
- Durée : 375 minutes (65 minutes par partie)
- Diffusion : HBO

## Distribution
- Mark Rendall : Bastien Balthazar Bux
- John Dunn-Hill : Coreander
- Noël Burton : Michael Bux
- Tyler Hynes : Atreyu
- Victoria Sanchez : Xayide
- Edward Yankie : Mr. Blank/Gmork
- Stéfanie Buxton : Fly Girl
- Johnny Griffin : Connor
- Brittany Drisdelle : Fallon
- Valérie Chiniara : Malloy
- Sally Taylor-Isherwood : Yonie
- Emma Taylor-Isherwood : Olano
- Audrey Gardiner : L'Impératrice
- Stefano Faustini : Lucas
- Jane Wheeler : Laura Bux
- Greg Kramer : Rip Rowdy
- Emma Campbell : April
- Robert Crooks : Tartus

## Liste des épisodes
- DVD Vol. I - (The Beginning) :
  - 1. La Mission (Heart of Stone)
  - 2. Le Néant (The Nothing)
  - 3. Le Dragon porte-bonheur (The Luckdragon)
- DVD Vol. II - (The Gift) :
  - 4. La Disparition (Deleting Mr. Blank)
  - 5. Le Nouveau nom (The Gift of the Name)
  - 6. Les Trois Portes (Home Sweet Home)
- DVD Vol. III - (Badge of Courage) :
  - 7. Le Sceptre (The Sceptre)
  - 8. La Chute d'un géant (The Luck Stops Here)
  - 9. La Leçon de courage (Badge of Courage)
  - 10. Un Duo insolite (Deus Ex Machina)
- DVD Vol. IV - (Resurrection) :
  - 11. L'Abime sans nom (Stairway to Heaven)
  - 12. Un Allié pour Bastien (The Visitor)
  - 13. Le Secret de Fallon (Resurrection)